# Сукануты
Сукануты (монг. сухайнууд, суханууд) — одно из племён средневековых коренных монголов. Представляют собой ответвление рода баарин.

## Этноним
Этноним «суканут» произошёл от монгольского слова «сукай». Сукай — монгольское название гребенщика (тамариска).

## История

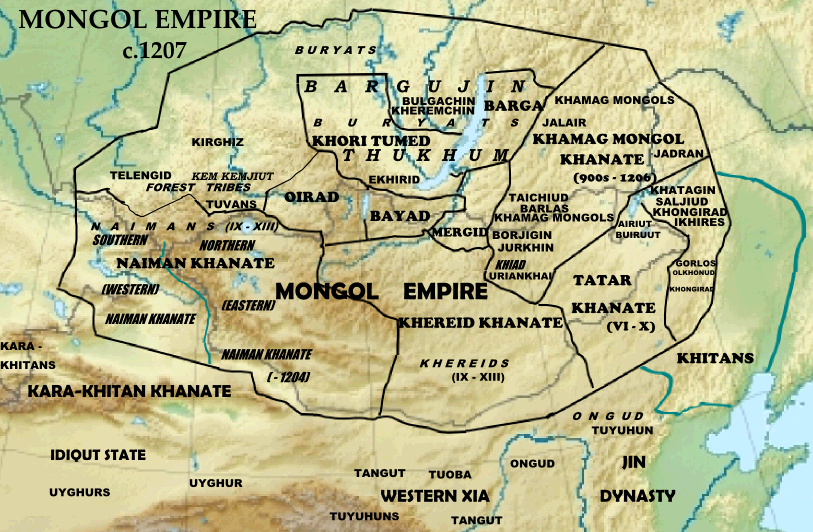
Монгольская империя в 1207 г.

Сукануты — ответвление нирун-монгольского племени баарин. Нируны были многочисленны и состояли из следующих родов: катакин, салджиут, тайджиут, хартакан, сиджиут, чинос, который называют также нукуз, нуякин, урут, мангут, дурбан, баарин, барулас, хадаркин, джуръят, будат, дуклат, йисут, сукан, кингият, кият, юркин, чаншиут, ясар и борджигин.
Нирунами принято называть племена, которые произошли от трёх младших сыновей Алан-Гоа: Букун-Катаки, Букату-Салджи и Бодончара.
Согласно «Сборнику летописей», роды дурбан, баарин и суканут произошли от трёх братьев. По Рашид ад-Дину, «племя баарин близко к племени дурбан и ответвилось от их корня. Племя суканут также ответвилось от племени баарин».
Сукануты ведут своё происхождение от сына младшего брата Баарина и молодой невольницы:

Когда настало время родов, она в уединённом месте родила мальчика. Боясь жены [своего господина], она отрезала кусок собольего меха от шубы [её] мужа, завернула в него ребёнка и бросила среди зарослей гребенщика [газастан]. По счастливой случайности его отец бродил среди [этих] зарослей. Услышав плач ребёнка, он его поднял и, опознав свою шубу, догадался, что так как у [его] рабыни наступило время родов, то [ребёнок], видимо, должен принадлежать ей. Он принёс его [домой] и вручил матери, чтобы она его воспитала и возрастила.
Впоследствии детей, которые появились от этого сына, найденного в зарослях сукая (гребенщика), стали называть суканут. По Рашид ад-Дину, в дальнейшем из этого племени произошли многие эмиры.
Во времена Чингисхана из этого племени было два брата, Укар-Калджа и Кудус-Калджа, оба нойоны-тысячники левого крыла. «Из эмиров племени суканут были братья Тамука-нойон и Кара-нойон. Тамука имел трех сыновей: один — Дженгун, который во время Хулагу-хана был эмиром тутгаулов, другой — Куту-Бука-нойон, который был старшим и влиятельным эмиром, третий — Тэкнэ-тутгаул и еще Джеркитай (Chughatai)».
Сын Дженгун-нойона — Буралги. Сыновья Куту-Бука-нойона — Тайджу и Тачар-нойон. Сыновья Тачара — Мубарак и Джарук. Сыновья Тэкнэ: Яглаку, Муса, Карабаг, Сулейман, Эсэн-Тимур, Абдал и Джеркитай (Jirghatai). Сын Джеркитая (Jirghatai's son) — Абуктай.

## Родословная
Согласно «Сокровенному сказанию монголов», родословная племени баарин восходит к легендарному предку монголов Бортэ-Чино, который переплыл море Тенгис и поселился у берегов реки Онон, на горе Бурхан-Халдун. Под морем Тенгис, согласно ряду источников, подразумевалось озеро Байкал.
Родословная бааринов выглядит следующим образом:
- Борте-Чино, родившийся по изволению Вышнего Неба. Супругой его была Гоа-Марал, потомком их был Бата-Чиган.
- Сын Бата-Чигана — Тамача.
- Сын Тамачи — Хоричар-Мерген.
- Сын Хоричар-Мергана — Аучжам-Бороул.
- Сын Аучжам-Бороула — Сали-Хачау.
- Сын Сали-Хачау — Еке-Нидун.
- Сын Еке-Нидуна — Сим-Сочи.
- Сын Сим-Сочи — Харчу.
- Сын Харчу — Борчжигидай-Мерган — был женат на Монголчжин-гоа.
- Сын Борчжигидай-Мергана — Тороголчжин-Баян — был женат на Борохчин-гоа.
- Сыновья Тороголчжина: Дува-Сохор и Добун-Мерган.
- Добун-Мерган женился на Алан-гоа, дочери Хори-Туматского Хорилартай-Мергана. Матерью Алан-гоа была Баргучжин-гоа, дочь правителя баргутов Бархудай-Мергана.
- Войдя в дом к Добун-Мергану, Алан-гоа родила двух сыновей. То были Бугунотай и Бельгунотай.
- После смерти Добун-Мергана, Алан-гоа, будучи безмужней, родила трех сыновей. То были: Бугу-Хадаги, Бухату-Салчжи и Бодончар-простак. По легенде, Алан-гоа забеременела от луча света. Согласно другой версии, их настоящим отцом был Маалих, Баяудаец.
- Бодончар стал родоначальником поколения Борчжигин.
- Сыновья Бодончара: Бааридай, Барин-Ширату-Хабичи. Приёмные сыновья: Чжадарадай и Чжоуредай.
- Бааридай стал предком рода Бааринцев. Чидухул-Боко, сын Бааридая — предок племени Менен-Баарин[5].